# Первая лига Украины по футболу 2017/2018
Первая лига Украины по футболу 2017/2018 — 27-й сезон Чемпионата Украины по футболу среди представителей Первой лиги.

## Состав участников
| Клуб              | Город           | Стадион                  | Вместимость |
| ----------------- | --------------- | ------------------------ | ----------- |
| Арсенал           | Киев            | Княжа-Арена (Счастливое) | 1 000       |
| Авангард          | Краматорск      | Прапор                   | 4 000       |
| Балканы           | Заря            | Им. Б. Тропанца          | 1 500       |
| Волынь            | Луцк            | Авангард                 | 12 080      |
| Гелиос            | Харьков         | Гелиос-Арена             | 2 050       |
| Горняк-Спорт      | Горишние Плавни | Юность                   | 2 500       |
| Десна             | Чернигов        | Им. Ю. Гагарина          | 12 060      |
| Жемчужина         | Одесса          | Спартак                  | 4 800       |
| Ингулец           | Петрово         | Ингулец                  | 1 720       |
| Колос             | Ковалёвка       | Колос                    | 1 020       |
| Кремень           | Кременчуг       | Кремень-Арена            | 1 500       |
| Нефтяник-Укрнефть | Ахтырка         | Нефтяник                 | 5 256       |
| Николаев          | Николаев        | Центральный городской    | 16 700      |
| Оболонь-Бровар    | Киев            | Оболонь-Арена            | 5 100       |
| Полтава           | Полтава         | Локомотив                | 3 700       |
| Рух               | Винники         | Им. Б. Маркевича         | 1 500       |
| Сумы              | Сумы            | Юбилейный                | 25 830      |
| Черкасский Днепр  | Черкассы        | Центральный              | 10 340      |

- — Выбывание из Премьер-лиги
- — Выход из второй лиги

## Региональное распределение
| Регион                 | Кол-во | Участники                      |
| ---------------------- | ------ | ------------------------------ |
| Полтавская область     | 3      | Полтава, Горняк-Спорт, Кремень |
| Сумская область        | 2      | Нефтяник-Укрнефть, ПФК Сумы    |
| Киев                   | 2      | Оболонь-Бровар, Арсенал        |
| Одесская область       | 2      | Жемчужина, Балканы             |
| Волынская область      | 1      | Волынь                         |
| Донецкая область       | 1      | Авангард                       |
| Киевская область       | 1      | Колос                          |
| Кировоградская область | 1      | Ингулец                        |
| Львовская область      | 1      | Рух                            |
| Николаевская область   | 1      | МФК Николаев                   |
| Харьковская область    | 1      | Гелиос                         |
| Черниговская область   | 1      | Десна                          |
| Черкасская область     | 1      | Черкасский Днепр               |

| Ахтырка | Киев | Ковалёвка | Горишние Плавни | Краматорск | Луцк | Счастливое         |
| --- | --- | --- | --- | --- | --- | ------------------ |
| Нефтяник | Оболонь-Арена | Колос | Юность | Прапор | Авангард | Княжа-Арена        |
| Вместимость: 5,526 | Вместимость: 5,100 | Вместимость: 1,020 | Вместимость: 2,500 | Вместимость: 4,000 | Вместимость: 12,080 | Вместимость: 1,000 |
| | | | | | |                    |
| Одесса | \| Арсенал Ингулец Гелиос Авангард Нефтяник-Укрнефть Рух Оболонь-Бровар Николаев Сумы Полтава Десна Колос Жемчужина Горняк-Спорт Волынь Кремень Черкасский Днепр БалканыМестоположение стадионов участников первой лиги 2017/2018 \| | \| Арсенал Ингулец Гелиос Авангард Нефтяник-Укрнефть Рух Оболонь-Бровар Николаев Сумы Полтава Десна Колос Жемчужина Горняк-Спорт Волынь Кремень Черкасский Днепр БалканыМестоположение стадионов участников первой лиги 2017/2018 \| | \| Арсенал Ингулец Гелиос Авангард Нефтяник-Укрнефть Рух Оболонь-Бровар Николаев Сумы Полтава Десна Колос Жемчужина Горняк-Спорт Волынь Кремень Черкасский Днепр БалканыМестоположение стадионов участников первой лиги 2017/2018 \| | \| Арсенал Ингулец Гелиос Авангард Нефтяник-Укрнефть Рух Оболонь-Бровар Николаев Сумы Полтава Десна Колос Жемчужина Горняк-Спорт Волынь Кремень Черкасский Днепр БалканыМестоположение стадионов участников первой лиги 2017/2018 \| | \| Арсенал Ингулец Гелиос Авангард Нефтяник-Укрнефть Рух Оболонь-Бровар Николаев Сумы Полтава Десна Колос Жемчужина Горняк-Спорт Волынь Кремень Черкасский Днепр БалканыМестоположение стадионов участников первой лиги 2017/2018 \| | Петрово            |
| Спартак | \| Арсенал Ингулец Гелиос Авангард Нефтяник-Укрнефть Рух Оболонь-Бровар Николаев Сумы Полтава Десна Колос Жемчужина Горняк-Спорт Волынь Кремень Черкасский Днепр БалканыМестоположение стадионов участников первой лиги 2017/2018 \| | \| Арсенал Ингулец Гелиос Авангард Нефтяник-Укрнефть Рух Оболонь-Бровар Николаев Сумы Полтава Десна Колос Жемчужина Горняк-Спорт Волынь Кремень Черкасский Днепр БалканыМестоположение стадионов участников первой лиги 2017/2018 \| | \| Арсенал Ингулец Гелиос Авангард Нефтяник-Укрнефть Рух Оболонь-Бровар Николаев Сумы Полтава Десна Колос Жемчужина Горняк-Спорт Волынь Кремень Черкасский Днепр БалканыМестоположение стадионов участников первой лиги 2017/2018 \| | \| Арсенал Ингулец Гелиос Авангард Нефтяник-Укрнефть Рух Оболонь-Бровар Николаев Сумы Полтава Десна Колос Жемчужина Горняк-Спорт Волынь Кремень Черкасский Днепр БалканыМестоположение стадионов участников первой лиги 2017/2018 \| | \| Арсенал Ингулец Гелиос Авангард Нефтяник-Укрнефть Рух Оболонь-Бровар Николаев Сумы Полтава Десна Колос Жемчужина Горняк-Спорт Волынь Кремень Черкасский Днепр БалканыМестоположение стадионов участников первой лиги 2017/2018 \| | Ингулец            |
| Вместимость: 4,800 | \| Арсенал Ингулец Гелиос Авангард Нефтяник-Укрнефть Рух Оболонь-Бровар Николаев Сумы Полтава Десна Колос Жемчужина Горняк-Спорт Волынь Кремень Черкасский Днепр БалканыМестоположение стадионов участников первой лиги 2017/2018 \| | \| Арсенал Ингулец Гелиос Авангард Нефтяник-Укрнефть Рух Оболонь-Бровар Николаев Сумы Полтава Десна Колос Жемчужина Горняк-Спорт Волынь Кремень Черкасский Днепр БалканыМестоположение стадионов участников первой лиги 2017/2018 \| | \| Арсенал Ингулец Гелиос Авангард Нефтяник-Укрнефть Рух Оболонь-Бровар Николаев Сумы Полтава Десна Колос Жемчужина Горняк-Спорт Волынь Кремень Черкасский Днепр БалканыМестоположение стадионов участников первой лиги 2017/2018 \| | \| Арсенал Ингулец Гелиос Авангард Нефтяник-Укрнефть Рух Оболонь-Бровар Николаев Сумы Полтава Десна Колос Жемчужина Горняк-Спорт Волынь Кремень Черкасский Днепр БалканыМестоположение стадионов участников первой лиги 2017/2018 \| | \| Арсенал Ингулец Гелиос Авангард Нефтяник-Укрнефть Рух Оболонь-Бровар Николаев Сумы Полтава Десна Колос Жемчужина Горняк-Спорт Волынь Кремень Черкасский Днепр БалканыМестоположение стадионов участников первой лиги 2017/2018 \| | Вместимость: 1,720 |
| | \| Арсенал Ингулец Гелиос Авангард Нефтяник-Укрнефть Рух Оболонь-Бровар Николаев Сумы Полтава Десна Колос Жемчужина Горняк-Спорт Волынь Кремень Черкасский Днепр БалканыМестоположение стадионов участников первой лиги 2017/2018 \| | \| Арсенал Ингулец Гелиос Авангард Нефтяник-Укрнефть Рух Оболонь-Бровар Николаев Сумы Полтава Десна Колос Жемчужина Горняк-Спорт Волынь Кремень Черкасский Днепр БалканыМестоположение стадионов участников первой лиги 2017/2018 \| | \| Арсенал Ингулец Гелиос Авангард Нефтяник-Укрнефть Рух Оболонь-Бровар Николаев Сумы Полтава Десна Колос Жемчужина Горняк-Спорт Волынь Кремень Черкасский Днепр БалканыМестоположение стадионов участников первой лиги 2017/2018 \| | \| Арсенал Ингулец Гелиос Авангард Нефтяник-Укрнефть Рух Оболонь-Бровар Николаев Сумы Полтава Десна Колос Жемчужина Горняк-Спорт Волынь Кремень Черкасский Днепр БалканыМестоположение стадионов участников первой лиги 2017/2018 \| | \| Арсенал Ингулец Гелиос Авангард Нефтяник-Укрнефть Рух Оболонь-Бровар Николаев Сумы Полтава Десна Колос Жемчужина Горняк-Спорт Волынь Кремень Черкасский Днепр БалканыМестоположение стадионов участников первой лиги 2017/2018 \| |                    |
| Николаев | \| Арсенал Ингулец Гелиос Авангард Нефтяник-Укрнефть Рух Оболонь-Бровар Николаев Сумы Полтава Десна Колос Жемчужина Горняк-Спорт Волынь Кремень Черкасский Днепр БалканыМестоположение стадионов участников первой лиги 2017/2018 \| | \| Арсенал Ингулец Гелиос Авангард Нефтяник-Укрнефть Рух Оболонь-Бровар Николаев Сумы Полтава Десна Колос Жемчужина Горняк-Спорт Волынь Кремень Черкасский Днепр БалканыМестоположение стадионов участников первой лиги 2017/2018 \| | \| Арсенал Ингулец Гелиос Авангард Нефтяник-Укрнефть Рух Оболонь-Бровар Николаев Сумы Полтава Десна Колос Жемчужина Горняк-Спорт Волынь Кремень Черкасский Днепр БалканыМестоположение стадионов участников первой лиги 2017/2018 \| | \| Арсенал Ингулец Гелиос Авангард Нефтяник-Укрнефть Рух Оболонь-Бровар Николаев Сумы Полтава Десна Колос Жемчужина Горняк-Спорт Волынь Кремень Черкасский Днепр БалканыМестоположение стадионов участников первой лиги 2017/2018 \| | \| Арсенал Ингулец Гелиос Авангард Нефтяник-Укрнефть Рух Оболонь-Бровар Николаев Сумы Полтава Десна Колос Жемчужина Горняк-Спорт Волынь Кремень Черкасский Днепр БалканыМестоположение стадионов участников первой лиги 2017/2018 \| | Полтава            |
| Центральный городской | \| Арсенал Ингулец Гелиос Авангард Нефтяник-Укрнефть Рух Оболонь-Бровар Николаев Сумы Полтава Десна Колос Жемчужина Горняк-Спорт Волынь Кремень Черкасский Днепр БалканыМестоположение стадионов участников первой лиги 2017/2018 \| | \| Арсенал Ингулец Гелиос Авангард Нефтяник-Укрнефть Рух Оболонь-Бровар Николаев Сумы Полтава Десна Колос Жемчужина Горняк-Спорт Волынь Кремень Черкасский Днепр БалканыМестоположение стадионов участников первой лиги 2017/2018 \| | \| Арсенал Ингулец Гелиос Авангард Нефтяник-Укрнефть Рух Оболонь-Бровар Николаев Сумы Полтава Десна Колос Жемчужина Горняк-Спорт Волынь Кремень Черкасский Днепр БалканыМестоположение стадионов участников первой лиги 2017/2018 \| | \| Арсенал Ингулец Гелиос Авангард Нефтяник-Укрнефть Рух Оболонь-Бровар Николаев Сумы Полтава Десна Колос Жемчужина Горняк-Спорт Волынь Кремень Черкасский Днепр БалканыМестоположение стадионов участников первой лиги 2017/2018 \| | \| Арсенал Ингулец Гелиос Авангард Нефтяник-Укрнефть Рух Оболонь-Бровар Николаев Сумы Полтава Десна Колос Жемчужина Горняк-Спорт Волынь Кремень Черкасский Днепр БалканыМестоположение стадионов участников первой лиги 2017/2018 \| | Локомотив          |
| Вместимость: 16,700 | \| Арсенал Ингулец Гелиос Авангард Нефтяник-Укрнефть Рух Оболонь-Бровар Николаев Сумы Полтава Десна Колос Жемчужина Горняк-Спорт Волынь Кремень Черкасский Днепр БалканыМестоположение стадионов участников первой лиги 2017/2018 \| | \| Арсенал Ингулец Гелиос Авангард Нефтяник-Укрнефть Рух Оболонь-Бровар Николаев Сумы Полтава Десна Колос Жемчужина Горняк-Спорт Волынь Кремень Черкасский Днепр БалканыМестоположение стадионов участников первой лиги 2017/2018 \| | \| Арсенал Ингулец Гелиос Авангард Нефтяник-Укрнефть Рух Оболонь-Бровар Николаев Сумы Полтава Десна Колос Жемчужина Горняк-Спорт Волынь Кремень Черкасский Днепр БалканыМестоположение стадионов участников первой лиги 2017/2018 \| | \| Арсенал Ингулец Гелиос Авангард Нефтяник-Укрнефть Рух Оболонь-Бровар Николаев Сумы Полтава Десна Колос Жемчужина Горняк-Спорт Волынь Кремень Черкасский Днепр БалканыМестоположение стадионов участников первой лиги 2017/2018 \| | \| Арсенал Ингулец Гелиос Авангард Нефтяник-Укрнефть Рух Оболонь-Бровар Николаев Сумы Полтава Десна Колос Жемчужина Горняк-Спорт Волынь Кремень Черкасский Днепр БалканыМестоположение стадионов участников первой лиги 2017/2018 \| | Вместимость: 3,700 |
| | \| Арсенал Ингулец Гелиос Авангард Нефтяник-Укрнефть Рух Оболонь-Бровар Николаев Сумы Полтава Десна Колос Жемчужина Горняк-Спорт Волынь Кремень Черкасский Днепр БалканыМестоположение стадионов участников первой лиги 2017/2018 \| | \| Арсенал Ингулец Гелиос Авангард Нефтяник-Укрнефть Рух Оболонь-Бровар Николаев Сумы Полтава Десна Колос Жемчужина Горняк-Спорт Волынь Кремень Черкасский Днепр БалканыМестоположение стадионов участников первой лиги 2017/2018 \| | \| Арсенал Ингулец Гелиос Авангард Нефтяник-Укрнефть Рух Оболонь-Бровар Николаев Сумы Полтава Десна Колос Жемчужина Горняк-Спорт Волынь Кремень Черкасский Днепр БалканыМестоположение стадионов участников первой лиги 2017/2018 \| | \| Арсенал Ингулец Гелиос Авангард Нефтяник-Укрнефть Рух Оболонь-Бровар Николаев Сумы Полтава Десна Колос Жемчужина Горняк-Спорт Волынь Кремень Черкасский Днепр БалканыМестоположение стадионов участников первой лиги 2017/2018 \| | \| Арсенал Ингулец Гелиос Авангард Нефтяник-Укрнефть Рух Оболонь-Бровар Николаев Сумы Полтава Десна Колос Жемчужина Горняк-Спорт Волынь Кремень Черкасский Днепр БалканыМестоположение стадионов участников первой лиги 2017/2018 \| |                    |
| Сумы | Харьков | Кременчуг | Черкассы | Чернигов | Винники | Заря               |
| Юбилейный | Гелиос-Арена | Кремень-Арена | Центральный | Им. Ю. Гагарина | Им. Б. Маркевича | Им. Б. Тропанца    |
| Вместимость: 25,830 | Вместимость: 2,050 | Вместимость: 1,500 | Вместимость: 10,340 | Вместимость: 12,060 | Вместимость: 900 | Вместимость: 1,500 |
| | | | | | |                    |
| Арсенал Ингулец Гелиос Авангард Нефтяник-Укрнефть Рух Оболонь-Бровар Николаев Сумы Полтава Десна Колос Жемчужина Горняк-Спорт Волынь Кремень Черкасский Днепр БалканыМестоположение стадионов участников первой лиги 2017/2018 | | | | | |                    |

| Арсенал Ингулец Гелиос Авангард Нефтяник-Укрнефть Рух Оболонь-Бровар Николаев Сумы Полтава Десна Колос Жемчужина Горняк-Спорт Волынь Кремень Черкасский Днепр БалканыМестоположение стадионов участников первой лиги 2017/2018 |

## Составы

### Тренеры и капитаны
| Команда           | Тренер               | Капитан             |
| ----------------- | -------------------- | ------------------- |
| Авангард          | Александр Косевич    | Виталий Собко       |
| Арсенал-Киев      | Сергей Литовченко    | Артём Старгородский |
| Балканы           | Андрей Пархоменко    | Александр Райчев    |
| Волынь            | Виктор Богатырь      | Олег Герасимюк      |
| Гелиос            | Анатолий Серёгин     | Сергей Лобойко      |
| Горняк-Спорт      | Сергей Пучков        | Владимир Корольков  |
| Десна             | Александр Рябоконь   | Вадим Мельник       |
| Жемчужина         | Дмитрий Горбатенко   | Дмитрий Поспелов    |
| Ингулец           | Сергей Лавриненко    | Евгений Запорожец   |
| Колос             | Руслан Костышин      | Александр Поздеев   |
| Кремень           | Сергей Ященко        | Игорь Тимченко      |
| Нефтяник-Укрнефть | Владимир Кныш        | Денис Васильев      |
| Николаев          | Руслан Забранский    | Станислав Чучман    |
| Оболонь-Бровар    | Владимир Пятенко     | Андрей Корнев       |
| Полтава           | Анатолий Бессмертный | Владислав Насибулин |
| Рух               | Андрей Кикоть        | Владимир Заставный  |
| Сумы              | Сергей Золотницкий   | Дмитрий Богачёв     |
| Черкасский Днепр  | Игорь Столовицкий    | Руслан Качур        |

### Иностранцы
Список иностранных футболистов, выступающих в командах Первой лиги в сезоне 2017/18
| #  | Футболист        | Команда          | Возраст | Амплуа | Матчи | Минуты | Голы | Стаж в сборных             |
| -- | ---------------- | ---------------- | ------- | ------ | ----- | ------ | ---- | -------------------------- |
| 1  | Диего Агирре     | Арсенал-Киев     | 25      | FW     | 12    | 271    | 1    | Нет.                       |
| 2  | Барнор Брайт     | Николаев         | 23      | M      | 4     | 34     | 0    | Нет.                       |
| 3  | Гиорги Гадрани   | Десна            | 23      | CB     | 7     | 474    | 0    | U21 6/0                    |
| 4  | Лука Коберидзе   | Десна            | 23      | CDM    | 24    | 1 777  | 0    | Нет.                       |
| 5  | Гиорги Кобуладзе | Ингулец          | 21      | M      | 1     | 1      | 0    | Нет.                       |
| 6  | Леван Кошадзе    | Черкасский Днепр | 25      | LM     | 31    | 1 876  | 4    | U18                        |
| 7  | Арамис Кузин     | Оболонь-Бровар   | 19      | FW     | 6     | 77     | 1    | Нет.                       |
| 8  | Пакоме Маури     | Николаев         | 28      | FW     | 0     | 0      | 0    | Нет.                       |
| 9  | Владислав Нехтий | Колос            | 26      | LW     | 32    | 1 940  | 2    | U18 2/0, U19 5/0 (Украина) |
| 10 | Иван Родич       | Арсенал-Киев     | 32      | FW     | 7     | 229    | 1    | Нет.                       |
| 11 | Ника Сичинава    | Ингулец          | 23      | FW     | 33    | 732    | 1    | Нет.                       |
| 12 | Сиаваш Хагназари | Волынь           | 22      | CM     | 10    | 556    | 0    | U15 5/4, U19 12/0          |
| 13 | Арман Кен Элла   | Ингулец          | 25      | LW     | 22    | 830    | 1    | U20 8/4                    |

Расшифровка позиций
| LB | Левый защитник     | M  | Полузащитник | CDM | Опорный полузащитник | CM | Центральный полузащитник |
| LM | Левый полузащитник | LW | Левый вингер | FW  | Нападающий           |    |                          |

### Тренерские изменения
| Клуб           | Ушедший тренер | Причина ухода    | Должность вакантна | Место в таблице | Новый тренер             | Дата назначения  |
| -------------- | -------------- | ---------------- | ------------------ | --------------- | ------------------------ | ---------------- |
| Жемчужина      | Денис Колчин   | Подал в отставку | 21 августа 2017    | 12-е            | Леонид Гайдаржи (и. о.)  | 21 августа 2017  |
| Сумы           | Илья Близнюк   | Подал в отставку | 31 августа 2017    | 18-е            | Богдан Есип              | 31 августа 2017  |
| Оболонь-Бровар | Олег Мазуренко | Подал в отставку | 16 сентября 2017   | 10-е            | Валерий Иващенко (и. о.) | 18 сентября 2017 |
| Гелиос         | Сергей Сизихин | Уволен           | 4 декабря 2017     | 6-е             | Игорь Рахаев             | 27 декабря 2017  |
| Гелиос         | Игорь Рахаев   | Уволен           | 13 апреля 2018     | 6-е             | Анатолий Серёгин         | 16 апреля 2017   |

### Составы команд, вышедших в Премьер-лигу
| Игроки, задействованные командой «Арсенал-Киев» |
| --- |
| Алексей Майданевич (33 игры / 5 забитых голов), Дмитрий Зозуля (32), Александр Батальский (32 / 14), Андрей Деркач (31 / 1), Артём Старгородский (30 / 5), Андрей Домбровский (29), Сергей Семенюк (29 / 3), Джемаль Кизилатеш (28 / 4), Сергей Ситало (26 / −15), Вадим Семчук (26 / 3), Руслан Черненко (21 / 2), Максим Боровец (19), Иван Трубочкин (18 / 1), Навид Насими (17), Александр Ермаченко (16 / 4), Александр Вечтомов (15), Кирилл Матвеев (15), Артём Пилипенко (13 / 3), Диего Агирре (12 / 1), Валерий Кучеров (11), Юрий Бушман (11), Адеринсола Эсеола (11 / 7), Максим Фещук (9 / 2), Александр Васильев (9), Дмитрий Иванов (8 / −8), Иван Родич (7 / 1), Александр Шевченко (5), Сергей Даценко (3), Владимир Дмитренко (3), Александр Осман (3), Орхан Ибадов (3), Танасий Косован (2 / 1), Сергей Гринь (2), Павел Федосов (2), Виктор Коровиков (2), Алексей Кикирешко (2) |
| Главный тренер — Сергей Литовченко |

| Игроки, задействованные командой «Полтава» |
| --- |
| Антон Савин (32 игры / 2 забитых гола), Максим Покотилюк (32 / 2), Евгений Трояновский (32 / 6), Вадим Парамонов (31 / 3), Алексей Савченко (31 / 3), Дмитрий Крапивной (30), Александр Голиков (30 / 1), Максим Дегтярёв (30 / 15), Владислав Насибулин (30 / 5), Павел Иванов (27), Александр Ковпак (26 / 10), Дмитрий Олейник (24), Богдан Кушниренко (19), Олег Бородай (19 / 1), Виталий Сокуренко (19 / 1), Артём Недоля (18 / 1), Владимир Крынский (17 / -15), Максим Кучинский (17 / -11), Алексей Ковтун (15), Дмитрий Башлай (11 / 2), Вадим Жук (11), Олег Баранник (11 / 2), Вадим Страшкевич (10), Игорь Мединский (10), Максим Жичиков (7), Юрий Фоменко (3), Константин Яцык (2), Никита Федотов (0) |
| Главный тренер — Анатолий Бессмертный |

| Игроки, задействованные командой «Десна» (Чернигов) |
| --- |
| Андрей Мостовой (33 игры / 1 забитый гол), Александр Филиппов (29 / 11), Александр Волков (29 / 8), Леван Арвеладзе (29 / 4), Константин Махновский (29 / -21), Вадим Мельник (28 / 1), Денис Безбородько (26 / 9), Денис Фаворов (25 / 13), Егор Картушов (25 / 4), Лука Коберидзе (24), Антон Братков (21), Максим Банасевич (20 / 2), Евгений Чепурненко (19 / 3), Александр Черноморец (16), Павел Щедраков (16), Игорь Кириенко (15 / 1), Илья Коваленко (14 / 1), Денис Скепский (14), Артём Фаворов (12 / 7), Александр Головко (12 / 1), Владислав Огиря (12), Евгений Чумак (11 / 2), Виталий Ермаков (11), Андрей Слинкин (10 / 1), Темур Парцвания (10 / 1), Гиорги Гадрани (7), Денис Галенков (7), Вадим Жук (7), Денис Олейник (6), Игорь Литовка (5 / -4), Кирилл Сидоренко (5), Сергей Мелашенко (1 / -0), Владимир Лысенко (1), Олег Шевченко (0) |
| Главный тренер — Александр Рябоконь, тренеры — Александр Приходько, Юрий Овчаров, Олег Томашевский |

## Турнирная таблица
| Поз | Команда                          | И  | В  | Н  | П  | МЗ | МП | РМ  | О  | Квалификация или выбывание        |
| --- | -------------------------------- | -- | -- | -- | -- | -- | -- | --- | -- | --------------------------------- |
| 1   | «Арсенал» (Киев)                 | 34 | 23 | 6  | 5  | 59 | 23 | +36 | 75 | Выход в Премьер-лигу              |
| 2   | ФК «Полтава»                     | 34 | 23 | 3  | 8  | 56 | 26 | +30 | 72 | Расформирован по окончании сезона |
| 3   | «Десна» (Чернигов)               | 34 | 22 | 5  | 7  | 71 | 25 | +46 | 71 | Выход в Премьер-лигу              |
| 4   | «Ингулец» (Петрово)              | 34 | 21 | 6  | 7  | 46 | 20 | +26 | 69 |                                   |
| 5   | «Колос» (Ковалёвка)              | 34 | 19 | 4  | 11 | 39 | 30 | +9  | 61 |                                   |
| 6   | «Авангард» (Краматорск)          | 34 | 15 | 7  | 12 | 44 | 42 | +2  | 52 |                                   |
| 7   | «Рух» (Винники)                  | 34 | 14 | 9  | 11 | 36 | 30 | +6  | 51 |                                   |
| 8   | «Горняк-Спорт» (Горишние Плавни) | 34 | 16 | 2  | 16 | 30 | 40 | −10 | 50 |                                   |
| 9   | «Гелиос» (Харьков)               | 34 | 14 | 4  | 16 | 35 | 43 | −8  | 46 |                                   |
| 10  | МФК «Николаев»                   | 34 | 12 | 8  | 14 | 39 | 50 | −11 | 44 |                                   |
| 11  | ПФК «Сумы»                       | 34 | 12 | 6  | 16 | 27 | 37 | −10 | 42 |                                   |
| 12  | «Балканы» (Заря)                 | 34 | 9  | 13 | 12 | 30 | 35 | −5  | 40 |                                   |
| 13  | «Волынь» (Луцк)                  | 34 | 11 | 3  | 20 | 31 | 44 | −13 | 36 |                                   |
| 14  | «Оболонь-Бровар» (Киев)          | 34 | 9  | 8  | 17 | 24 | 37 | −13 | 35 |                                   |
| 15  | «Нефтяник-Укрнефть» (Ахтырка)    | 34 | 8  | 9  | 17 | 27 | 42 | −15 | 33 | Расформирован по окончании сезона |
| 16  | «Кремень» (Кременчуг)            | 34 | 9  | 5  | 20 | 25 | 54 | −29 | 32 | Вылет в Вторую лигу               |
| 17  | «Черкасский Днепр»               | 34 | 8  | 4  | 22 | 27 | 47 | −20 | 28 | Вылет в Вторую лигу               |
| 18  | «Жемчужина» (Одесса)             | 34 | 7  | 6  | 21 | 33 | 54 | −21 | 27 | Расформирован по окончании сезона |

## Плей-офф за выход в Премьер-лигу
Согласно регламенту соревнований, между 2-3 командой Первой лиги и 10-11 командой Премьер-лиги предусмотрено плей-офф за место на следующий сезон, первые матчи состоятся на поле команд Премьер-лиги.

### Первые матчи
| «Звезда» (Кропивницкий) | 1:1 | «Десна» (Чернигов) |
| ----------------------- | --- | ------------------ |
| Д. Фаворов 77′ (авт.)   |     | Волков 32′         |

| «Черноморец» (Одесса) | 1:0 | ФК «Полтава» |
| --------------------- | --- | ------------ |
| Ковалец 36′           |     |              |

### Ответные матчи
| «Десна» (Чернигов)                                                       | 4:0 | «Звезда» (Кропивницкий) |
| ------------------------------------------------------------------------ | --- | ----------------------- |
| А. Фаворов · Д. Фаворов 38′ · Арвеладзе 52′ · Волков 63′ · Арвеладзе 87′ |     |                         |

| ФК «Полтава»                            | 3:0 | «Черноморец» (Одесса) |
| --------------------------------------- | --- | --------------------- |
| Дегтярёв 67′ 105′ · Зубейко 113′ (авт.) |     |                       |

## Индивидуальные достижения
| Список игроков, забивших в матчах турнира наибольшее количество голов в ворота соперников \| # \| Футболист \| Команда \| Игры \| Голы (пен.) \| В ср. \| \| -- \| ---------------------- \| ------------ \| ---- \| ----------- \| ----- \| \| 1 \| Александр Акименко \| Ингулец \| 32 \| 25 (12) \| 0,78 \| \| 2 \| Максим Дегтярёв \| Полтава \| 30 \| 15 (1) \| 0,5 \| \| 3 \| Александр Батальский \| Арсенал-Киев \| 32 \| 14 \| 0,43 \| \| 4 \| Денис Фаворов \| Десна \| 25 \| 13 (3) \| 0,52 \| \| 5 \| Александр Филиппов \| Десна \| 29 \| 11 (3) \| 0,37 \| \| 6 \| Александр Ковпак \| Полтава \| 26 \| 10 \| 0,38 \| \| 7 \| Виталий Собко[укр.] \| Авангард \| 30 \| 10 (5) \| 0,33 \| \| 8 \| Денис Безбородько \| Десна \| 26 \| 9 \| 0,34 \| \| 9 \| Сергей Кравченко[укр.] \| Гелиос \| 28 \| 9 (3) \| 0,32 \| \| 10 \| Артём А. Козлов \| Гелиос \| 32 \| 9 \| 0,28 \| \| 10 \| Игорь Сикорский \| Николаев \| 32 \| 9 (1) \| 0,28 \| В скобках указаны голы с пенальти. Источник: ПФЛ Архивная копия от 21 июня 2018 на Wayback Machine |                      |              |      |             |       |
| # | Футболист            | Команда      | Игры | Голы (пен.) | В ср. |
| 1 | Александр Акименко   | Ингулец      | 32   | 25 (12)     | 0,78  |
| 2 | Максим Дегтярёв      | Полтава      | 30   | 15 (1)      | 0,5   |
| 3 | Александр Батальский | Арсенал-Киев | 32   | 14          | 0,43  |
| 4 | Денис Фаворов        | Десна        | 25   | 13 (3)      | 0,52  |
| 5 | Александр Филиппов   | Десна        | 29   | 11 (3)      | 0,37  |
| 6 | Александр Ковпак     | Полтава      | 26   | 10          | 0,38  |
| 7 | Виталий Собко        | Авангард     | 30   | 10 (5)      | 0,33  |
| 8 | Денис Безбородько    | Десна        | 26   | 9           | 0,34  |
| 9 | Сергей Кравченко     | Гелиос       | 28   | 9 (3)       | 0,32  |
| 10 | Артём А. Козлов      | Гелиос       | 32   | 9           | 0,28  |
| 10 | Игорь Сикорский      | Николаев     | 32   | 9 (1)       | 0,28  |

### Список игроков, забивавших четыре мяча в одной игре
| # | Дата       | Футболист     | Команда | Соперник | Поле | Минуты         | Счет | *     |
| - | ---------- | ------------- | ------- | -------- | ---- | -------------- | ---- | ----- |
| 1 | 07.10.2017 | Денис Фаворов | Десна   | Николаев | Г    | 33, 44, 47, 78 | 8:1  | [ 7 ] |

### Список игроков, забивавших три мяча в одной игре
| # | Дата       | Футболист          | Команда   | Соперник     | Поле | Минуты     | Счет | *      |
| - | ---------- | ------------------ | --------- | ------------ | ---- | ---------- | ---- | ------ |
| 1 | 29.10.2017 | Николай Буй        | Рух       | Горняк-Спорт | Г    | 2, 31, 41  | 4:0  | [ 8 ]  |
| 2 | 10.11.2017 | Анатолий Диденко   | Жемчужина | Волынь       | Д    | 29, 37, 53 | 4:3  | [ 9 ]  |
| 3 | 10.11.2017 | Владислав Шаповал  | Волынь    | Волынь       | Г    | 24, 60, 64 | 3:4  | [ 9 ]  |
| 4 | 05.04.2018 | Александр Акименко | Ингулец   | Николаев     | Д    | 11, 46, 52 | 3:0  | [ 10 ] |
| 5 | 19.05.2018 | Денис Безбородько  | Десна     | Гелиос       | Д    | 72, 77, 87 | 5:0  | [ 11 ] |

## Лауреаты сезона: персоналии

### По версииПФЛ
- Лучший тренер сезона — Анатолий Бессмертный (Полтава)[12].
- Лучший футболист сезона — Денис Фаворов (Десна)[12].
- Лучший бомбардир сезона — Александр Акименко (Ингулец)[12].
- Победитель конкурса «Честная игра» — Десна[12]

## Награды ПФЛ для каждого тура
| Тур | Тренер тура (по версии Всеукраинского объединения тренеров по футболу) | Тренер тура (по версии Всеукраинского объединения тренеров по футболу) | Тренер тура (по версии Всеукраинского объединения тренеров по футболу) | Игрок тура (по версии издания Sport Arena) | Игрок тура (по версии издания Sport Arena) | Игрок тура (по версии издания Sport Arena) |
| Тур | Тренер                                                                 | Клуб                                                                   | Ист.                                                                   | Игрок                                      | Клуб                                       | Ист.                                       |
| --- | ---------------------------------------------------------------------- | ---------------------------------------------------------------------- | ---------------------------------------------------------------------- | ------------------------------------------ | ------------------------------------------ | ------------------------------------------ |
| 1   | Руслан Мостовой                                                        | Рух                                                                    | [ 13 ]                                                                 | Леван Кошадзе                              | Черкасский Днепр                           | [ 14 ]                                     |
| 2   | Сергей Пучков                                                          | Горняк-Спорт                                                           | [ 15 ]                                                                 | Алексей Моисеенко                          | Горняк-Спорт                               | [ 16 ]                                     |
| 3   | Сергей Литовченко                                                      | Арсенал-Киев                                                           | [ 17 ]                                                                 | Денис Фаворов                              | Десна                                      | [ 18 ]                                     |
| 4   | Сергей Литовченко                                                      | Арсенал-Киев                                                           | [ 19 ]                                                                 | Александр Филиппов                         | Десна                                      | [ 20 ]                                     |
| 5   | Олег Мазуренко                                                         | Оболонь-Бровар                                                         | [ 21 ]                                                                 | Евгений Задоя                              | Колос                                      | [ 22 ]                                     |
| 6   | Руслан Забранский                                                      | Николаев                                                               | [ 23 ]                                                                 | Егор Картушов                              | Десна                                      | [ 24 ]                                     |
| 7   | Андрей Пархоменко                                                      | Балканы                                                                | [ 25 ]                                                                 | Евгений Трояновский                        | Полтава                                    | [ 26 ]                                     |
| 8   | Александр Кирилюк                                                      | Черкасский Днепр                                                       | [ 27 ]                                                                 | Евгений Чепурненко                         | Десна                                      | [ 28 ]                                     |
| 9   | Сергей Сизихин                                                         | Гелиос                                                                 | [ 29 ]                                                                 | Артём А. Козлов                            | Гелиос                                     | [ 30 ]                                     |
| 10  | Александр Косевич                                                      | Авангард                                                               | [ 31 ]                                                                 | Егор Демченко                              | Авангард                                   | [ 32 ]                                     |
| 11  | Сергей Лавриненко                                                      | Ингулец                                                                | [ 33 ]                                                                 | Александр Акименко                         | Ингулец                                    | [ 34 ]                                     |
| 12  | Сергей Сизихин                                                         | Гелиос                                                                 | [ 35 ]                                                                 | Адерсинола Эсеола                          | Арсенал-Киев                               | [ 36 ]                                     |
| 13  | Анатолий Бессмертный                                                   | Полтава                                                                | [ 37 ]                                                                 | Александр Ковпак                           | Полтава                                    | [ 38 ]                                     |
| 14  | Сергей Пучков                                                          | Горняк-Спорт                                                           | [ 39 ]                                                                 | Геннадий Ганев                             | Ингулец                                    | [ 40 ]                                     |
| 15  | Александр Рябоконь                                                     | Десна                                                                  | [ 41 ]                                                                 | Денис Фаворов                              | Десна                                      | [ 42 ]                                     |
| 16  | Валерий Иващенко                                                       | Оболонь-Бровар                                                         | [ 43 ]                                                                 | Константин Коваленко                       | Оболонь-Бровар                             | [ 40 ]                                     |
| 17  | Владимир Кныш                                                          | Нефтяник-Укрнефть                                                      | [ 44 ]                                                                 | Василий Цюцюра                             | Нефтяник-Укрнефть                          | [ 45 ]                                     |
| 18  | Сергей Литовченко                                                      | Арсенал-Киев                                                           | [ 46 ]                                                                 | Алексей Майданевич                         | Арсенал-Киев                               | [ 47 ]                                     |
| 19  | Анатолий Бессмертный                                                   | Полтава                                                                | [ 48 ]                                                                 | Николай Буй                                | Рух                                        | [ 49 ]                                     |
| 20  | Сергей Лавриненко                                                      | Ингулец                                                                | [ 50 ]                                                                 | Юрий Бушман                                | Сумы                                       | [ 51 ]                                     |
| 21  | Сергей Литовченко                                                      | Арсенал-Киев                                                           | [ 52 ]                                                                 | Анатолий Диденко                           | Жемчужина                                  | [ 53 ]                                     |
| 22  | Александр Кирилюк                                                      | Черкасский Днепр                                                       | [ 54 ]                                                                 | Виктор Хомченко                            | Рух                                        | [ 55 ]                                     |
| 23  | Сергей Литовченко                                                      | Арсенал-Киев                                                           | [ 56 ]                                                                 | Диего Агирре                               | Арсенал-Киев                               | [ 57 ]                                     |
| 24  | Сергей Золотницкий                                                     | Сумы                                                                   | [ 58 ]                                                                 | Михаил Шестаков                            | Жемчужина                                  | [ 59 ]                                     |
| 25  | Владимир Пятенко                                                       | Оболонь-Бровар                                                         | [ 60 ]                                                                 | Игорь Кириенко                             | Авангард                                   | [ 61 ]                                     |
| 26  | Виктор Богатырь                                                        | Волынь                                                                 | [ 62 ]                                                                 | Александр Акименко                         | Ингулец                                    | [ 63 ]                                     |
| 27  | Сергей Лавриненко                                                      | Ингулец                                                                | [ 64 ]                                                                 | Евгений Запорожец                          | Ингулец                                    | [ 65 ]                                     |
| 28  | Александр Косевич                                                      | Авангард                                                               | [ 66 ]                                                                 | Максим Дегтярёв                            | Полтава                                    | [ 67 ]                                     |
| 29  | Руслан Забранский                                                      | Николаев                                                               | [ 68 ]                                                                 | Сергей Герасимец                           | Николаев                                   | [ 69 ]                                     |
| 30  | Анатолий Бессмертный                                                   | Полтава                                                                | [ 70 ]                                                                 | Андрей Яковлев                             | Волынь                                     | [ 71 ]                                     |
| 31  | Игорь Столовицкий                                                      | Черкасский Днепр                                                       | [ 72 ]                                                                 | Александр Ковпак                           | Полтава                                    | [ 73 ]                                     |
| 32  | Сергей Пучков                                                          | Горняк-Спорт                                                           | [ 74 ]                                                                 | Денис Безбородько                          | Десна                                      | [ 75 ]                                     |
| 33  | Александр Рябоконь                                                     | Десна                                                                  | [ 76 ]                                                                 | Александр Филиппов                         | Десна                                      |                                            |
| 34  | Владимир Кныш                                                          | Нефтяник-Укрнефть                                                      |                                                                        | Денис Безбородько                          | Десна                                      |                                            |

## Экипировка команд
Список производителей экипировки для команд первой лиги в сезоне 2017/18
| Бренд  | Команд | Клубы                                                       |
| ------ | ------ | ----------------------------------------------------------- |
| Joma   | 6      | Волынь, Жемчужина, Ингулец, Колос, Оболонь-Бровар, Полтава, |
| Nike   | 5      | Арсенал, Гелиос, Десна, Нефтяник-Укрнефть, Николаев         |
| Adidas | 4      | Балканы, Горняк-Спорт, Кремень, Сумы                        |
| Lotto  | 1      | Авангард                                                    |
| Puma   | 1      | Рух                                                         |
| Swift  | 1      | Черкасский Днепр                                            |